# اولریش مارتن
 اولریش مارتن (انگلیسی: Ulrich Marten؛ زاده ۷ ژانویهٔ ۱۹۵۶) یک تنیس‌باز اهل آلمان غربی است. 